# Festival international du film fantastique de Gérardmer 2016
La 23e édition du festival international du film fantastique de Gérardmer s'est déroulée du 27 au 31 janvier 2016. Le président du jury était Claude Lelouch.

## Jurys

### Longs métrages
- Claude Lelouch (président du jury)
- Sophie Audouin-Mamikonian
- Francois-Eudes Chanfrault
- Guillaume Gouix
- Jonathan Lambert
- Gilles Marchand
- Dominik Moll
- Louise Monot
- Mathilde Seigner
- Elsa Zylberstein

### Courts métrages
- Dominique Pinon (président du jury courts métrages)
- Justine Le Pottier
- Philippe Nahon
- Olivier Van Hoofstadt
- Thomas Verovski
- Alison Wheeler

## Films en compétition

### Longs métrages en compétition
| Titre                      | Réalisation                                                      | Pays                      |
| -------------------------- | ---------------------------------------------------------------- | ------------------------- |
| Frankenstein               | Bernard Rose                                                     | États-Unis                |
| Bone Tomahawk              | S. Craig Zahler                                                  | États-Unis                |
| The Devil's Candy          | Sean Byrne                                                       | États-Unis                |
| Évolution                  | Lucile Hadzihalilovic                                            | France, Espagne, Belgique |
| February                   | Osgood Perkins                                                   | États-Unis, Canada        |
| Howl                       | Paul Hyett                                                       | Royaume-Uni               |
| JeruZalem                  | Doron Paz et Yoav Paz                                            | États-Unis, Israël        |
| 666 Road (Southbound)      | Radio Silence, Roxanne Benjamin, David Bruckner, Patrick Horvath | États-Unis                |
| The Witch                  | Robert Eggers                                                    | États-Unis, Canada        |
| What We Become (Sorgenfri) | Bo Mikkelsen                                                     | Danemark                  |

### Courts métrages en compétition
| Titre                        | Réalisation                          | Pays               |
| ---------------------------- | ------------------------------------ | ------------------ |
| Juliet                       | Marc-Henri Boulier                   | France             |
| Un ciel bleu presque parfait | Quarxx                               | France             |
| L'Ours noir                  | Méryl Fortunat-Rossi et Xavier Seron | France, Belgique   |
| Of men and mice              | Gonzague Legout                      | France             |
| Quenottes                    | Pascal Thiebaux et Gil Pinheiro      | France, Luxembourg |

## Films hors compétition
| Titre                                                                    | Réalisation                      | Pays                    |
| ------------------------------------------------------------------------ | -------------------------------- | ----------------------- |
| American Hero                                                            | Nick Love                        | États-Unis, Royaume-Uni |
| Burying The Ex                                                           | Joe Dante                        | États-Unis              |
| Le Complexe de Frankenstein                                              | Alexandre Poncet et Gilles Penso | France                  |
| Cooties                                                                  | Jonathan Milott et Cary Murnion  | États-Unis              |
| Le Fantôme de Canterville                                                | Yann Samuell                     | France                  |
| Lost Soul (The Doomed Journey Of Richard Stanley’s Island Of Dr. Moreau) | David Gregory                    | États-Unis, Royaume-Uni |
| Pay The Ghost                                                            | Uli Edel                         | Canada                  |
| La Rage du démon                                                         | Fabien Delage                    | France                  |
| The Shamer (Skammerens datter)                                           | Kenneth Kainz                    | Danemark                |
| Bloody Christmas (Silent Night)                                          | Steven C. Miller                 | États-Unis, Canada      |
| Summer Camp                                                              | Dealberto Marini                 | Espagne, États-Unis     |
| Sweet Home                                                               | Rafa Martínez                    | Espagne, Pologne        |
| We Are Still Here                                                        | Teo Geoghegan                    | États-Unis              |

### La nuit décalée
| Titre                    | Réalisation         | Pays       |
| ------------------------ | ------------------- | ---------- |
| Freaks of Nature         | Robbie Pickering    | États-Unis |
| Lovemilla                | Teemu Nikki         | Finlande   |
| Sharknado 3: Oh Hell No! | Anthony C. Ferrante | États-Unis |

### La nuit animée
| Titre                                                 | Réalisation                       | Pays  |
| ----------------------------------------------------- | --------------------------------- | ----- |
| Harmony (ハーモニー, Hāmonī)                          | Takashi Nakamura et Michael Arias | Japon |
| The Empire of Corpses (屍者の帝国, Shisha no Teikoku) | Ryōtarō Makihara                  | Japon |

### Hommage àWes Craven
| Titre                  | Réalisation | Pays       |
| ---------------------- | ----------- | ---------- |
| Le Sous-sol de la peur | Wes Craven  | États-Unis |
| Scream                 | Wes Craven  | États-Unis |
| Les Griffes de la nuit | Wes Craven  | États-Unis |

### Hommage àAlejandro Jodorowsky
| Titre                   | Réalisation          | Pays                |
| ----------------------- | -------------------- | ------------------- |
| El Topo                 | Alejandro Jodorowsky | Mexique             |
| La Montagne sacrée      | Alejandro Jodorowsky | Mexique, États-Unis |
| Santa Sangre            | Alejandro Jodorowsky | Mexique, Italie     |
| La danza de la realidad | Alejandro Jodorowsky | France, Chili       |

## Palmarès
| Prix                        | Attribué à        | Réalisateur                                                      | Pays                      |
| --------------------------- | ----------------- | ---------------------------------------------------------------- | ------------------------- |
| Grand prix                  | Bone Tomahawk     | S. Craig Zahler                                                  | États-Unis                |
| Prix du jury (ex aequo)     | Évolution         | Lucile Hadzihalilovic                                            | France, Espagne, Belgique |
| Prix du jury (ex aequo)     | JeruZalem         | Doron Paz et Yoav Paz                                            | États-Unis, Israël        |
| Prix de la critique         | Évolution         | Lucile Hadzihalilovic                                            | France, Espagne, Belgique |
| Prix du jury jeunes         | Southbound        | Radio Silence, Roxanne Benjamin, David Bruckner, Patrick Horvath | États-Unis                |
| Prix du public              | The Devil's Candy | Sean Byrne                                                       | États-Unis                |
| Prix du jury Syfy           | The Witch         | Robert Eggers                                                    | États-Unis, Canada        |
| Meilleure musique originale | The Devil's Candy | Michael Yezerski (compositeur)                                   | États-Unis                |
| Grand prix du court métrage | Quenottes         | Pascal Thiebaux, Gil Pinheiro                                    | France, Luxembourg        |